# Letzter Kirtag
Letzter Kirtag – Der erste Altaussee Krimi ist ein österreichischer Fernsehfilm aus der Reihe Der Altaussee-Krimi aus dem Jahr 2020 von Julian Pölsler mit Cornelius Obonya, Lisa-Lena Tritscher und Gerhard Ernst. Das Drehbuch des Kriminalfilms basiert auf dem gleichnamigen Altaussee-Krimi von Herbert Dutzler. Die Erstausstrahlung auf ServusTV erfolgte am 31. Oktober 2020. Der Film wurde mit Letzter Gipfel (2021) fortgesetzt.

## Handlung
Dorfpolizist Franz Gasperlmaier findet im Festzelt des Altausseer Kirtags einen Toten, den er vor das Festzelt zum Pissoir schleppt und dort ablegt. Das Opfer, Dr. Hubert Naglreiter, war ein wohlhabender Wiener Anwalt und wurde mit einem Hirschfänger erstochen. Bei den Ermittlungen erhalten Gasperlmaier und sein gemütlicher Postenkommandant Friedrich Kahlß Unterstützung von Kommissarin Doktorin Renate Kohlross vom Bezirkspolizeikommando. Gerichtsmediziner Doktor Kapaun berichtet ihnen, dass der Tote einige Zeit nach seinem Tod nochmals bewegt wurde. Gegenüber Kohlross gibt Gasperlmaier an, die Leiche nicht berührt zu haben. Auf einer Bank im Festzelt werden Blutspuren gefunden, in der Wohnung des Toten findet Gasperlmaier im Kleiderschrank eine Speicherkarte.
Naglreiters Frau hatte eine Affäre mit ihrem Paragleitlehrer Marcel Gaisrucker, der von der Polizei im Bett mit Ines Maier angetroffen wird. Er gibt an, die ganze Nacht geschlafen zu haben und Hubert Naglreiter nicht getötet zu haben. Innerhalb der nächsten 24 Stunden wird Naglreiters Frau tot aus dem See geborgen und deren Sohn Stefan erschlagen am Seeufer aufgefunden. Evi Haim, die Putzfrau der Nagelreiters, erzählt Kohlross, dass sie und ihre Tochter Natalie, die in Stefan verliebt war, von Dr. Naglreiter sexuell belästigt wurden. Nachdem Kohlross den Verdacht äußert, dass Naglreiter post mortem von Gasperlmaier bewegt wurde, gesteht er ihr, dass er vor dem Eintreffen der Spurensicherung die Leiche vom Festzelt zum Pissoir geschleppt hat, damit das Festzelt nicht gesperrt werden muss und der Kirtag weiter stattfinden kann. Kohlross rät ihm daraufhin, bei einer etwaigen Befragung anzugeben, dass er den Toten zunächst für einen schlafenden Betrunkenen gehalten hatte und ihn umdrehen wollte, was Gasperlmaiers Faserspuren an der Leiche erklären sollte.
Zu den Feinden von Dr. Naglreiter zählt auch Johann Podlutzki, der Nachbar der Naglreiters, der die Leiche von Stefan gefunden hatte. Naglreiters Frau wurde erschlagen, ihre Leiche wurde möglicherweise mit der Plätte der Nagelreiters auf den See gebracht. Im Bootshaus von Plättenfahrer Heinz Leumer finden sich Strasssteine und ein Kuhhornknopf für die Lederhose. Von Leumer erfahren sie, dass Gaisrucker mit der dritten Plätte aus dem Bootshaus zum Baden gefahren ist. Von Marcels Bekannter Evita Schwaiger wurde er zur Tatzeit am Mord an Hubert Naglreiter am See mit Naglreiters Frau gesehen. Gaisrucker gibt an, die Frau, die ihren Mann verlassen und ihn heiraten wollte, nicht getötet zu haben. 
Auf der Speicherkarte, die bei den Naglreiters gefunden wurde, finden sich Fotos, auf denen unter anderem auch Natalie Haim im Bikini mit Stefan zu sehen ist. Judith Naglreiter, die Tochter bzw. Schwester der Mordopfer, erzählt Kohlross, dass sie ihren Vater und ihren Bruder hasste, ihre Mutter wollte sich scheiden lassen. Kohlross vermutet, dass Hubert Naglreiter seine Frau getötet hatte und daraufhin von seinem Sohn Stefan umgebracht wurde. Während der Befragung nähert sich der Jäger Sepp Haim in alkoholisiertem Zustand mit seiner Schusswaffe dem Haus der Naglreiters und schießt damit die Fenster ein. Kohlross wird dabei schwer verletzt und muss ins Krankenhaus eingeliefert werden, Gasperlmaier muss alleine weiter ermitteln.
Sabrina Höllerer ist die beste Freundin von Natalie Haim und ehemalige Schülerin von Gasperlmaiers Frau Christine, die als Berufsschullehrerin tätig ist. Sabrina erzählt Christine, dass Hubert Naglreiter Natalie am Kirtag vergewaltigen wollte, Natalie stach daraufhin mit dem Hirschfänger auf ihn ein. Die Tat hat sie in der Folge Stefan gestanden. Die Obduktion ergibt, dass auf Hubert Naglreiter zweimal zu unterschiedlichen Zeitpunkten eingestochen wurde, wobei der zweite Stich mit der zweiten Waffe tödlich war. Die Gasperlmaiers verdächtigen Stefan, seinen Vater getötet zu haben, nachdem dieser seine Mutter ermordet hatte. Stefan wiederum wurde von Natalie in Notwehr mit einem Stein erschlagen, nachdem er sie ebenfalls vergewaltigen wollte.

## Produktion und Hintergrund
Die Dreharbeiten fanden im September und Oktober 2019 statt, gedreht wurde in Altaussee.
Produziert wurde der Film von der Film AG Produktions GmbH, der früheren Novotny & Novotny Filmproduktion GmbH (Produzent Alexander Glehr) und der Juwel Film Production in Kooperation mit dem Red Bull Media House. Unterstützt wurde die Produktion vom Fernsehfonds Austria, von Cinestyria, vom Land Salzburg sowie dem Tourismusverband Ausseerland-Salzkammergut.
Die Kamera führte Martin Gschlacht, für die Ausstattung zeichnete Florian Hödl verantwortlich, für das Kostümbild Ingrid Leibezeder, für die Maske Tünde Kiss-Benke, für Ton und Tongestaltung Odo Grötschnig und Andreas Biegler und für das Casting Ulrike Putzer und Angelika Kropej. 
Im September 2020 starteten die Dreharbeiten zu Letzter Gipfel, der Verfilmung des zweiten Romanes aus der Reihe der Altaussee-Krimis von Herbert Dutzler.

## Rezeption
Die Erstausstrahlung auf ServusTV am 31. Oktober 2020 wurde von durchschnittlich 460.000 Zuschauern gesehen, der Marktanteil lag bei 14,5 Prozent.